# Серравалле-Сезия
Серравалле-Сезия (итал. Serravalle Sesia) — коммуна в Италии, располагается в регионе Пьемонт, в провинции Верчелли.
Население составляет 5129 человек (2008 г.), плотность населения составляет 250 чел./км². Занимает площадь 20 км². Почтовый индекс — 13037. Телефонный код — 0163.
В коммуне особо празднуется Троицын день и Успение Пресвятой Богородицы. Покровителями коммуны почитаются святой Иоанн Креститель, святитель Николай Чудотворец, святой Иаков, святой Евсевий из Верчелли, святой Евсей, празднование в Духов день.

## Демография
Динамика населения:

## Администрация коммуны
- Официальный сайт: http://www.comune.serravallesesia.vc.it